# جاك ضيوف
جاك ضيوف (بالفرنسية: Jacques Diouf)‏. مواليد 1 أغسطس 1938 في سانت لويس دبلوماسي سياسي من السنغال. هو المدير العام السابق لمنظمة الأغذية والزراعة «الفاو» لمدة 18 سنة.

## تكوينه
تحصل ضيوف على شهادة التعليم الابتدائي من مدرسة دوفال وعلى شهادة الباكالوريا من معهد فايدهارب بمدينة سانت لويس.
تخرج من المدرسة الوطنية للزراعة بغرينيون بفرنسا، واختص فيما بعد في الزراعة الاستوائية متحصلا على شهادة الهندسة في مجال الزراعة الاستوائية من المدرسة الوطنية لتطبيق الزراعة الاستوائية بإحدى المناطق الباريسية.
حائز على شهادة دكتوراه العلوم الاجتماعية في المناطق الريفية من جامعة الحقوق والعلوم الاقتصادية جامعة باريس 1 - بانتيون سوربون.
تحصل على شهادة في الإدارة من الجمعية الأمريكية للإدارة.

## روابط خارجية
- جاك ضيوف على موقع مونزينجر (الألمانية)